# Organothérapie
L'organothérapie  désigne l'utilisation de tissus, de glandes ou organes à l'état naturel ou sous forme d'extraits en médecine. "L'organothérapie diluée et dynamisée" repose sur les mêmes principes que l'homéopathie et notamment le principe de dilution.

## Théorie
Le principe de l'organothérapie est d'utiliser des extraits d'organes de même nature que l'organe déficient à traiter. Ainsi pour traiter les problèmes d'arthrose on prescrit des extraits de cartilage ou de moelle osseuse, l'hypertension artérielle est traitée par des extraits de veines et d'artères, les ulcères par des extraits de muqueuses gastriques etc.

## Critiques
L'organothérapie reçoit les mêmes critiques que celles qui sont faites à l'homéopathie notamment :
- absence de lien explicable de cause à effet entre la substance du traitement et la maladie ;

- recours au principe de dilution qui conduit à une très faible quantité de produit dans le médicament final.